# Бритаева, Зарифа Елбыздыкоевна
Зари́фа Елбыздыко́евна Брита́ева (осет. Брытъиаты Елбыздыхъойы чызг Зариффӕ; 18 января 1919, Владикавказ, РСФСР — 29 августа 2001, Владикавказ, Российская Федерация) — советский и российский театральный режиссёр, педагог. Народная артистка РСФСР (1962). Член КПСС с 1944 года. Лауреат премии имени Коста Хетагурова (1967).

## Биография
Родилась 18 января 1919 года, в г. Владикавказ, Горской АССР, в семье осетинского драматурга Елбыздыко Бритаева и известного во Владикавказе стоматолога Ольги Бритаевой (Казбеги).
В 1938 году поступила на режиссёрский факультет ГИТИСа (курс А. Д. Попова). Учёба была прервана войной. В 1941 году ушла на фронт. Там она строила оборонительные сооружения на подступах к Москве. Чуть позже вновь рыла противотанковые рвы, только уже на подступах к Владикавказу. Во время войны была награждена медалями «За оборону Москвы», «За оборону Кавказа» и «За доблестный труд».
В 1944 году Зарифа получила вызов в ГИТИС, чтобы его окончить. Она прослушала курс лекций, сдала государственные экзамены и в январе 1945 года поставила дипломный спектакль на сцене Осетинского театра. С того же года режиссёр Северо-осетинского драматического театра, с 1950 года — главный режиссёр театра.
Её лучшими спектаклями являются: «Любовь Яровая» К. Тренева, «Тартюф» Мольера, «Чермен» Г. Плиева, «Враги» Е. Уруймаговой, «Две сестры» Е. Бритаева. На сцене Северо-осетинского драматического театра ею были поставлены четыре шекспировских драмы: «Отелло», «Много шума из ничего», «Двенадцатая ночь», «Ромео и Джульетта». Познакомившись с этими работами, приезжавшие в Орджоникидзе виднейшие советские шекспироведы — Шведов, Зингерман, Сахновский, а также шекспироведы из Англии высоко оценили мастерство Бритаевой. После этого, в Лондоне был поставлен её спектакль «Отелло» на осетинском языке (роль Отелло исполнил народный артист СССР Владимир Тхапсаев), который высоко оценила королева Елизавета II, назвав эту постановку одной из лучших в мире, а исполнителя главной роли — Владимира Тхапсаева — лучшим исполнителем роли Отелло в мире.
С конца семидесятых она возглавляла Северо-Осетинское отделение Всесоюзного театрального объединения. Были установлены дружеские связи со всеми театрами Северного Кавказа. По её инициативе проводились всевозможные встречи, конференции, обменные гастроли и т. д. Более 30 лет она отдала Осетинскому театру, более 10-ти Академическому русскому театру, много лет работала в театрах Болгарии.
Скончалась 29 августа 2001 года во Владикавказе. Похоронена на Аллее Славы г. Владикавказ.

## Обвинения в хищении социалистической собственности
В начале 1980-х годов на Бритаеву было заведено уголовное дело по обвинению в хищении социалистической собственности. В Северо-Осетинском отделении ВТО дела велись не так, как было предусмотрено инструкциями, неправильно оформлялись счета. При этом нередко документы приносили Бритаевой на подпись прямо во время репетиции, когда не было возможности внимательно вникнуть в документацию. Те, кто хорошо знал её, не могли поверить, что Бритаеву можно обвинить в хищении социалистической собственности. Когда ей предъявили уголовное обвинение, деятели культуры республики, коллеги и друзья из различных регионов страны поднялись на её защиту, ходатайствовали о ней, писали во все инстанции. В 1982 году советский суд вынес народной артистке РСФСР, кавалеру ордена Трудового Красного Знамени Зарифе Бритаевой приговор — 12 лет лишения свободы строго режима.
После объявления приговора в президиум Верховного совета СССР, Политбюро ЦК КПСС, лично генеральному секретарю Брежневу, писали письма с прошениями об отмене приговора, народные артисты СССР: Михаил Ульянов, Рубен Симонов, Георгий Товстоногов, Василий Лановой, Андрей Попов, театральное сообщество Народной республики Болгария.
Через некоторое время после вынесения приговора З. Бритаева обратилась к Расулу Гамзатову, который в те годы был членом Президиума Верховного Совета СССР.
Письмо Народной артистки РСФСР З. Бритаевой, члену президиума ВС СССР, Герою социалистического Труда Р. Гамзатову:
«Помогите мне добиться правды, ни один факт обвинения не доказан. Как сказал прокурор на суде, основанием для обвинения послужили показания секретаря-машинистки ВТО. Для их получения были применены шантаж и угрозы, в чём она призналась на суде. А ещё были сфабрикованы в угоду некоторым работникам ОБХСС и прокуратуре бухгалтерская ревизия и экспертиза.
Причины обвинения и лишения свободы никому не понятны, а происходящее со мной — чудовищно…
Мне 65 лет, из них 43 года я служила искусству честно и бескорыстно…
Меня обвинили в воровстве, и это надругательство не только надо мной, человеком, подошедшим к финалу своей жизни, но и над законностью, правдой и справедливостью. Но даже теперь, когда надо мной, как дамоклов меч, висят 12 лет тюремного заключения, я не теряю веру в то, что правда восторжествует.
Я уверена, что Ваш голос сыграет решающую роль».
Расул Гамзатов поддержал Бритаеву. С его помощью власти сократили её срок до 4,5 лет.

## Лучшие постановки
- «Чермен» (1949);
- «Двенадцатая ночь» (1954),
- «Отелло» (1950);
- трагедия «Фатима» по поэме Хетагурова (1956);
- драма «Враги» (1948) и «Перед грозой» (1957) по роману Уруймаговой
- «Навстречу жизни»,
- «Разлом» (1952);
- «Встреча в темноте» Ф. Кнорре (1945),
- «Любовь Яровая» (1946)

## Награды
- Народная артистка РСФСР (1962)
- Заслуженный деятель искусств РСФСР (1957)
- Заслуженный деятель искусств СОАССР (1949)
- Орден Трудового Красного Знамени (1960)
- Медаль «За оборону Москвы»
- Медаль «За оборону Кавказа»
- Лауреат Государственной премии имени Коста Хетагурова Северной Осетии (1967)[1]